# Caterina Percoto

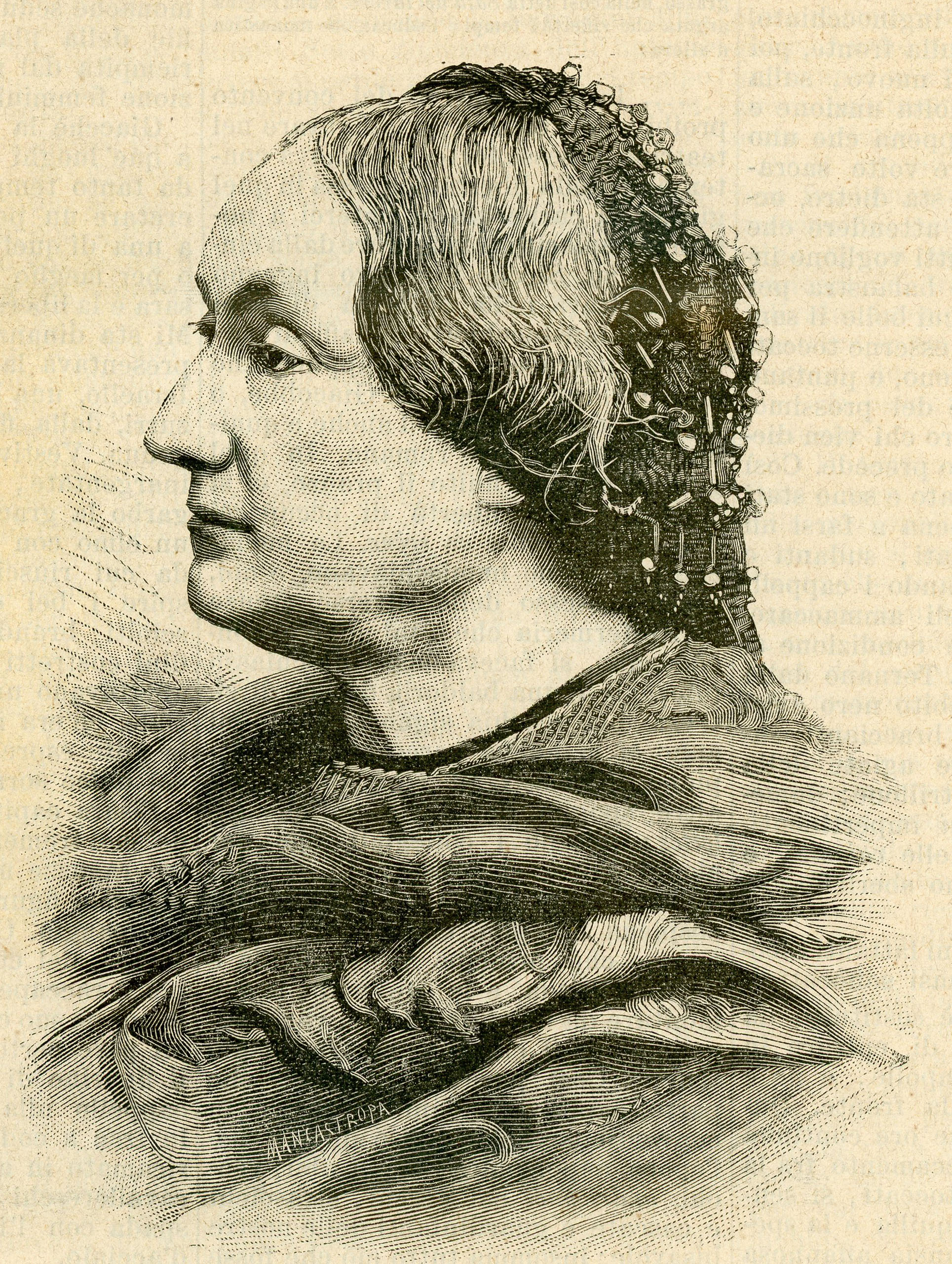
Caterina Percoto, Zeichnung von Ernesto Mancastroppa, 1887

Caterina Marianna Percoto (* 19. Februar 1812 in Manzano, Friaul; † 15. August 1887 ebenda) war eine italienische Schriftstellerin und Dichterin.

## Leben
Caterina Marianna Percoto wurde als zweites Kind und einziges Mädchen von sieben Geschwistern des Grafen Antonio Percoto und seiner Frau Teresa Zaina Percoto geboren. Die Familie Percoto gehörte zum alten Landadel der Region mit einem Gut in San Lorenzo di Soleschiano, einem Ortsteil von Manzano. Nach dem frühen Tod des Vaters wurde sie zunächst von ihrer Mutter in der Klosterschule Educandato di Santa Chiara in Udine untergebracht. Aus dieser Zeit stammte eine starke Abneigung gegen die klösterliche Erziehung von Frauen, die Percoto ihr Leben lang ablehnte. Im Jahr 1829 musste sie die Klosterschule aus finanziellen Gründen verlassen und lebte ab 1836 mit ihrer Mutter endgültig auf dem Landgut der Familie. Nach dem Ende des Unterrichts im Kloster war sie Autodidaktin.
1839 schickte sie als einen Brief an die Redaktion des Favilla di Trieste, einer Zeitschrift für Wissenschaft, Literatur und Kunst, zu deren Redaktion Francesco Dall’Ongaro gehörte, einen Kommentar zu Andrea Maffeis Übersetzung einiger Passagen aus Friedrich Gottlieb Klopstocks Messias. Dall’Ongaro dankte ihr in einem Brief für „ihren gelehrten literaturkritischen Artikel“ und ermutigte sie, „einige Frauenschriften“ zu schicken und „die tausend Aspekte der Natur, der Sitten, der Traditionen, der Ereignisse, der Neigungen jener Landleute“ zu beschreiben, unter denen sie lebte.
Diese Geschichten für die Favilla machten Percoto und ihre erzählerischen und beschreibenden Fähigkeiten bekannt. Sie waren sowohl patriotische engagiert für die Heimat wie modern. Sie sahen eine zentrale Bedeutung in Bildungsthemen. Bald wurden ihre Geschichten in anderen friaulischen Zeitungen und Zeitschriften veröffentlicht, von Il Giornale di Trieste bis zur Giunta domenicale del Friuli. Im August 1847 erschien die Novelle L’Album della suocera („Das Album der Schwiegermutter“) in der Mailänder Rivista Europea unter der Regie von Carlo Tenca, mit dem sie im selben Jahr, nach einer Reise nach Wien, einen langen Briefwechsel begonnen hatte.
Mit dem Ersten Unabhängigkeitskrieg 1848 wurden ihre Schriften politisch engagierter, denn sie war schockiert und wurde Augenzeugin als nach einem Aufstand in Udine und einigen friaulischen Dörfern gegen die Habsburger Herrschaft die österreichische Armee massiv eingriff, indem sie ganze Dörfer in Brand steckte. In dieser Zeit schrieb sie Geschichten wie La donna di Osoppo („Die Frau von Osoppo“) und La coltrice nuziale („Die Brautjungfer“), die in patriotischen Kreisen sehr erfolgreich waren.
Über Tenca veröffentlichte Percoto in „La Ricamatrice“, einer Zeitschrift, die der „Frauenarbeit“ und der „Frauenerziehung“ gewidmet war, zahlreiche Kurzgeschichten mit didaktisch-pädagogischer Ausrichtung. Von Mai bis Juni 1857 veröffentlichte sie die lange Erzählung La Sçhiarnete in fünf Episoden. In „La Ricamatrice“ forderte Pacifico Valussi sie öffentlich auf, sich mit der Erziehung der Frauen der unteren Klassen zu befassen. Percoto nahm die Einladung an und begann eine Korrespondenz mit einer Folge von vierzehn pädagogischen Briefen, die zwischen April und Juli 1858 unter dem Titel ‘‘Una pagina del Giornale della azia (Corrispondenza d’un’Associata)‘‘ veröffentlicht wurden.
In den 1850er Jahren begann sie auch in furlanisch zu schreiben, und nach zweijährigen Verhandlungen mit dem Verleger Le Monnier, der befürchtete, dass friaulische Titel die Österreicher verärgern würden, wurden 1863 zwei Bände mit Kurzgeschichten veröffentlicht.
Percoto war eine Sammlerin von Traditionen und volkstümlichen Erzählungen und veröffentlichte Racconti, eine Sammlung friaulischer Erzählungen, die sehr großen Erfolg hatten.
Am 30. Januar 1859 wurde Caterina Percoto zum korrespondierenden Mitglied der Akademie von Udine ernannt und am 5. April 1878 zum Ehrenmitglied. Doch nach 1860 wurde ihr Leben durch die Sorge um ihre Gesundheit und eine sich verschlechternde finanzielle Situation beeinträchtigt.
Trotzdem pflegte sie die Bekanntschaften, die sie nach der Erstausgabe von Racconti erlangte, und sie brachten ihr neue Anfragen zur Zusammenarbeit ein, unter anderem von den Brüdern Bottaro, den Herausgebern der genuesischen Zeitschrift La donna e la famiglia, die für ihre Abonnenten eine neue Ausgabe der Racconti herausbrachten, die mit neuen Abschnitten erweitert wurde.
Nach dem Anschluss der venezianischen Provinzen an das Königreich Italien im Oktober 1866 befand Percoto, dass es an der Zeit sei, sich für das „neue“ Italien zu engagieren. Mit der Verleihung des Ordens für zivile Verdienste erhielt sie eine einmalige Zuwendung von fünfhundert Franken, eine Erleichterung für ihre angespannten Finanzen.
1867 lehnte sie die Ernennung zur Direktorin der Klosterschule Educandato di Santa Chiara aus prinzipieller Opposition gegen diese Schulform ab. 1871 wurde sie vom Minister Cesare Correnti zur Inspektorin der Educandati veneti ernannt.
Zwei weitere Sammlungen ihrer Erzählungen wurden 1878 und 1883 veröffentlicht.
Caterina Percoto starb 1887 und ist in Udine neben dem friaulischen Dichter Pietro Zorutti begraben.

## Werke (Auswahl)
- Lis cidulis. Scene carniche. I. Papsch & C., Tipografia del Lloyd austriaco, Triest 1845.
- Racconti. Le Monnier, Florenz 1858.
- Dieci raccontini di Caterina Percoto. Tip. Weis, Triest 1865.
- Nuovi raccontini. Lampugnani, Mailand 1870.
- Ventisei racconti vecchi e nuovi. Carrara, Mailand 1878.
- Novelle popolari edite ed inedite. Carrara, Mailand 1883.
- I Fumi di Norina. Carrara, Mailand 1884.
- Quindici nuovi raccontini. Libro di lettura e di premio. Carrara, Mailand 1888.

Posthume Editionen und Neuausgaben
- Cenni sulla co. Caterina Percoto accompagnati da alcune sue lettere inedite. Tipografia di Domenico Del Bianco, Udine 1900.
- Il Friuli nel 1866. Lettere inedite di Caterina Percotto. Tipografia di Domenico Del Bianco, Udine 1901.
- Il prin sarasin. Leggenda (furlanisch, italienisch). Tipografia di Domenico Del Bianco, Udine 1901.
- Gli ultimi anni di Caterina Percoto. Lettere all'abate Jacopo Bernardi finora inedite, [ed ora pubblicate da] N. Meneghetti. Tipografia  Moretti e Percotto, Udine 1915.
- Sotto l’Austria nel Friuli, 1847–1866. Racconti per i giovinetti, per il popolo, per i soldati. Dagli scritti di Caterina Percoto. R. Bemporad e Figlio, Florenz 1918.
- Scritti friulani. Libreria editrice Aquileia, Tolmezzo 1928.
- L’anno della fame ed altri racconti. Einaudi, Turin 1945.
- L’album della suocera e altri racconti. Muggiani, Mailand 1945.
- Pre’ Poco. Del Bianco, Udine 1958.
- Racconti (3 Bände). Mep Edizioni Paoline, Pescara 1963.
- Novelle. Cappelli, Florenz 1974.
- Il giornale di mia zia. Bulzoni, Rom 1984.
- Le umili operaie. lettere di Luigia Codemo e Caterina Percoto. Loffredo, Neapel 1985.
- Scritti friulani. Società filologica friulana, Udine 1988.
- Epistolario Caterina Percoto–Carlo Tenca. Del Bianco, Udine 1990.
- Prosis furlanis. Clape cultural Aquilee – Union scritors furlans, Udine 1993
- I grandi racconti. Agenzia libraria editrice, Monfalcone 2011